# Кадка

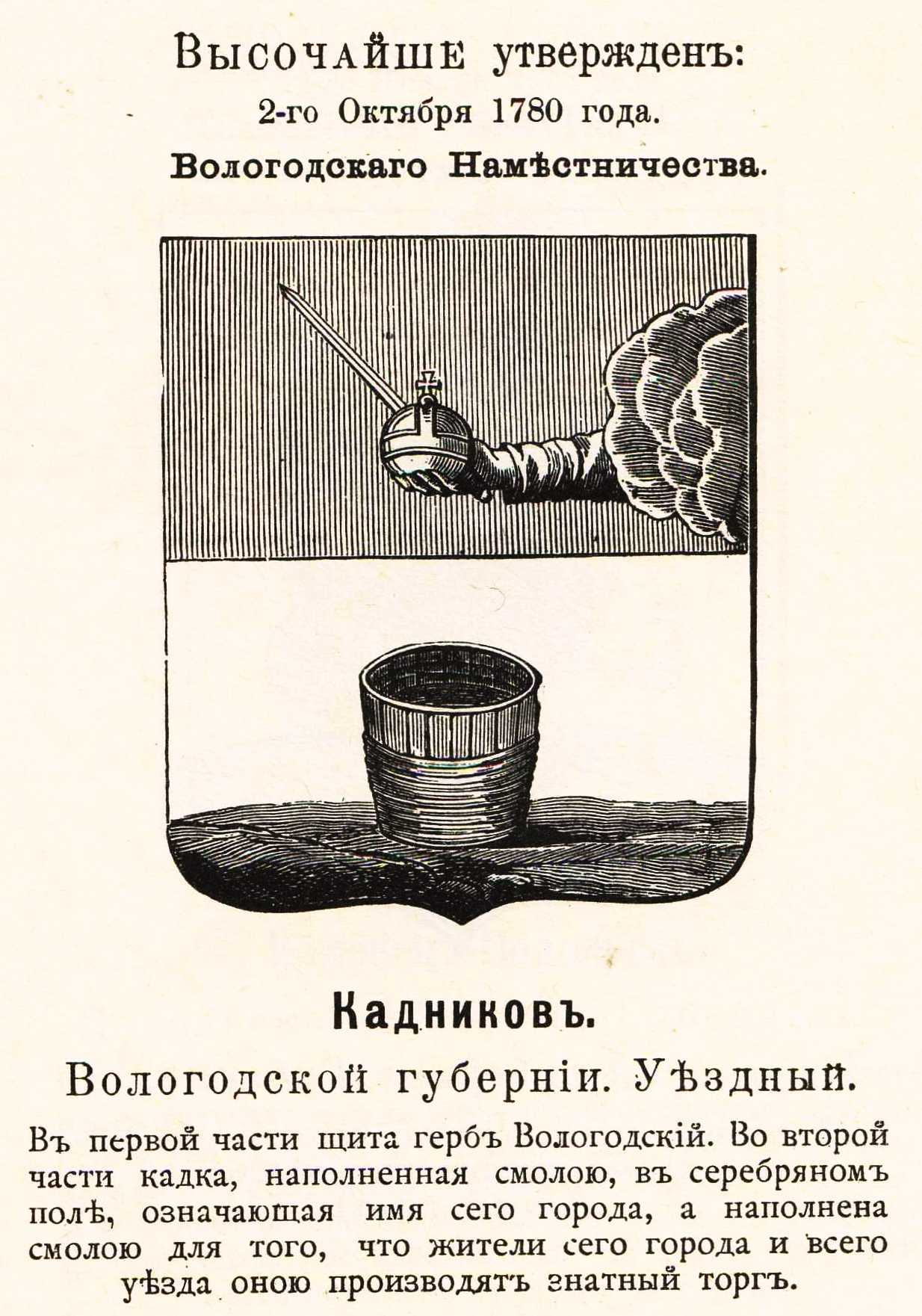
Кадка на гербе города Кадникова

Ка́дка (кадь; др.-греч. κάδιον, κάδος «кувшин, ведро», от др.-евр. kad‬) — ёмкость цилиндрической формы, сделанная из деревянных клёпок (дощечек), стянутых металлическими или деревянными обручами. Кадка являлась также мерой зерна: кадь, осьмина, четверик (1 четв. = 26 л).
Кадку по-другому называют кадь, кадина, кадища, кадовь, кадово, оков, кладь, а маленькую по размеру кадку называют кадочка, кадушка, кадца, кадуля и кадушек.
Основное отличие кадки от бочки — кадка может находиться только в стоячем положении, а бочки, закрыв крышками и затычками, можно расположить и перемещать в лежачем положении. Это отмечал ещё Владимир Иванович Даль и назвал кадку «стойковой посудиной».
Обычно в кадях держали хлеб, крупу, зерно и муку. Кроме кадки, использовали и другие ёмкости: чан, шаплик, стукарек, дошник, дощник, дощан, напол, ушат и другие ёмкости.

## Виды кадок
- Чан — большая деревянная или металлическая кадка для заготовки капусты, мяса и рыбы.
- Ушат — небольшая кадка с «ушами» для засолки огурцов, закваски капусты.
- Лагун — дорожная деревянная утварь бондарной работы для перевозки жидкостей, посуда для воды, кваса, пива.
- Парь — кадка в традиционной эрзянской культуре. Использовалась, в частности, для хранения приданого.

## Единица измерения
Кадка как единица измерения для зерна применялась в XVI—XVII веках и позже (см. Русская система мер). Обычно называлась кадь или оков.

Кадка. — В сильный голод 1161 г., по словам Новгородской летописи, «купляхом кадку малую по 7 кун»; в то время гривна делилась на 50 кун, почему на гривну можно было купить 7 кадок зерна. Если цену ковриги хлеба принять в 2 куны, согласно с дороговью 1228 г., то из малой кадки могло выйти 3½—4 хлеба; а как при дороговизне в 1170 г. кадь ржи стоила 4 гривны, хлеб же 2 когаты, то есть из кади выходило до 40 хлебов, то К. малая составляла 1/10 часть кади.— Д. Прз. Кадка // Энциклопедический словарь Брокгауза и Ефрона : в 86 т. (82 т. и 4 доп.). — СПб., 1890—1907.